# Saint-Paul-de-Serre
Saint-Paul-de-Serre är en kommun i departementet Dordogne i regionen Nouvelle-Aquitaine i sydvästra Frankrike. Kommunen ligger i kantonen Vergt som tillhör arrondissementet Périgueux. År 2022 hade Saint-Paul-de-Serre 333 invånare.

## Befolkningsutveckling
Antalet invånare i kommunen Saint-Paul-de-Serre
Referens:INSEE